# العلاقات الإسبانية الغواتيمالية
العلاقات الإسبانية الغواتيمالية هي العلاقات الثنائية التي تجمع بين إسبانيا وغواتيمالا.

## مقارنة بين البلدين
هذه مقارنة عامة ومرجعية للدولتين:
| وجه المقارنة                                              | إسبانيا                                                                             | غواتيمالا       |
| --------------------------------------------------------- | ----------------------------------------------------------------------------------- | --------------- |
| المساحة (كم2)                                             | 505.99 ألف                                                                          | 108.89 ألف      |
| عدد السكان (نسمة)                                         | 46.73 مليون                                                                         | 17.26 مليون     |
| الكثافة السكانية (ن./كم²)                                 | 92.35                                                                               | 158.51          |
| العاصمة                                                   | مدريد                                                                               | غواتيمالا       |
| اللغة الرسمية                                             | اللغة الإسبانية، اللغة الغاليسية، لغة بشكنشية، اللغة الكتالونية، اللغة الأوكسيتانية | اللغة الإسبانية |
| العملة                                                    | يورو، بيزيتا إسبانية                                                                | كتزال غواتيمالي |
| الناتج المحلي الإجمالي (بليون دولار)                      | 1.31 تريليون                                                                        | 75.62 مليار     |
| الناتج المحلي الإجمالي (تعادل القوة الشرائية) بليون دولار | 1.77 تريليون                                                                        | 126.21 مليار    |
| الناتج المحلي الإجمالي الاسمي للفرد دولار أمريكي          | 28.16 ألف                                                                           | 3.90 ألف        |
| الناتج المحلي الإجمالي للفرد دولار أمريكي                 | 38.00 ألف                                                                           | 7.45 ألف        |
| مؤشر التنمية البشرية                                      | 0.876                                                                               | 0.627           |
| رمز المكالمات الدولي                                      | +34                                                                                 | +502            |
| رمز الإنترنت                                              | .es                                                                                 | .gt             |
| المنطقة الزمنية                                           | ت ع م+01:00، ت ع م+02:00                                                            | 00              |

## مدن متوأمة
في ما يلي قائمة باتفاقيات التوأمة بين مدن إسبانية وغواتيمالية:
- ترتبط ساريا دي تير مع Aguacatán [الإنجليزية]‏ باتفاقية توأمة.
- ترتبط Valls [الإنجليزية]‏ مع Chahal, Guatemala [الإنجليزية]‏ باتفاقية توأمة.
- ترتبط مدريد مع غواتيمالا باتفاقية توأمة منذ 19 يناير 1982.[18][18][18][18]
- ترتبط سانتا كروث دي تينيريفه مع غواتيمالا باتفاقية توأمة.

## منظمات دولية مشتركة
يشترك البلدان في عضوية مجموعة من المنظمات الدولية، منها:
| علم المنظمة | اسم المنظمة                               | تاريخ انضمام إسبانيا | تاريخ انضمام غواتيمالا |
| ----------- | ----------------------------------------- | -------------------- | ---------------------- |
|             | مؤسسة التنمية الدولية                     | 18 أكتوبر 1960       | 27 أبريل 1961          |
|             | يونسكو                                    | 30 يناير 1953        | 2 يناير 1950           |
|             | وكالة ضمان الاستثمار متعدد الأطراف        | 29 أبريل 1988        | 11 يوليو 1996          |
|             | الأمم المتحدة                             | 14 ديسمبر 1955       | 21 نوفمبر 1945         |
|             | بنك أمريكا الوسطى للتكامل الاقتصادي ‏      | ?                    | ?                      |
|             | الاتحاد البريدي العالمي                   | ?                    | ?                      |
|             | البنك الدولي للإنشاء والتعمير             | 15 سبتمبر 1958       | 28 ديسمبر 1945         |
|             | المنظمة الهيدروغرافية الدولية             | ?                    | ?                      |
|             | الاتحاد الدولي للاتصالات                  | 1866                 | 10 يوليو 1914          |
|             | منظمة حظر الأسلحة الكيميائية              | ?                    | ?                      |
|             | مؤسسة التمويل الدولية                     | 24 مارس 1960         | 20 يوليو 1956          |
|             | المركز الدولي لتسوية المنازعات الاستشارية | 17 سبتمبر 1994       | 20 فبراير 2003         |
|             | منظمة التجارة العالمية                    | ?                    | ?                      |
|             | منظمة الشرطة الجنائية الدولية             | ?                    | ?                      |

## أعلام
هذه قائمة لبعض الشخصيات التي تربطها علاقات بالبلدين:
- ألفارو أرزو (رائد أعمال غواتيمالي والرئيس الثاني والثلاثون لجمهورية غواتيمالا، 14 مارس 1946[25] – 27 أبريل 2018[25])
- خوستو روفينو باريوس (سياسي غواتيمالي، 19 يوليو 1835[26] – 2 أبريل 1885[27][26])
- خوسيه ماريا أوريانا (عسكري غواتيمالي، 11 يوليو 1872 – 26 سبتمبر 1926)
- ريكاردو أرغونا (فنان وكاتب أغاني غواتيمالي، 19 يناير 1964[28][29] – )
- غابي مورينو (16 ديسمبر 1981 – )
- لويزا مورينو (نقابية من الولايات المتحدة الأمريكية، 30 أغسطس 1907 – 4 نوفمبر 1992)
- لويس أرتورو غونزاليس لوبيز (21 ديسمبر 1900 – 11 نوفمبر 1965)
- ماكسيمو كاخال (دبلوماسي إسباني، 17 فبراير 1935 – 3 أبريل 2014)
- مانويل ماريا أوريانا كونتريراس (عسكري غواتيمالي، 17 ديسمبر 1870 – 17 يونيو 1940)

## وصلات خارجية
- موقع وزارة الخارجية الإسبانية
- موقع وزارة الخارجية الغواتيمالية